# Seventh Angel
Seventh Angel est un groupe de metal chrétien britannique, originaire de Halesowen, West Midlands, en Angleterre. Le groupe est connu pour son mélange de doom metal et thrash metal. D'après le magazine Cross Rhythms, ils sont considérés comme des pionniers du thrash metal ; ils publieront les albums The Torment (1990) et Lament for the Weary (1991). Ces albums sont disitrubés par le label Music for Nations, devenant ainsi collègues de groupes comme Metallica, Slayer et Megadeth. Seventh Angel se sépare en 1992, mais « [il est considéré] pendant longtemps comme le meilleur groupe de metal britannique » d'après Cross Rhythms. The Daily Telegraph considère Seventh Angel comme l'« un des meilleurs groupes de thrash metal chrétien de Grande-Bretagne. »
Le groupe participe au festival Metal Meltdown en 1990, joue des concerts en Allemagne et aux Pays-Bas, et joue en live sur des chaînes télévisées comme Channel 4 et BBC au Greenbelt Festival. Le 23 mai 2008, le groupe annonce sa reformation.

## Biographie

### Débuts (1987–1990)
Seventh Angel est formé en 1987 par Ian Arkley et Andrew (Andi) Blount ; ils sont rejoints par Scott Rawson. En août 1988, le premier batteur Andrew Blount est remplacé par Andy Hopkins, qui jouera dans le groupe jusqu'en décembre. Pendant une brève période, Stuart Benton est pris à l'essai au chant, mais ceci fut bref. Au début de 1989, Mark Ruff endosse le rôle de batteur. La première démo, intitulée Seventh Angel, est produite en 1989 avec Ian à la guitare solo, à la basse (sous le nom Neil A Kray) et au chant. Quelques jours plus tard, Simon Bibby se joint à la basse et le groupe commence à jouer dans des concerts locaux aux West Midlands. Le groupe joue son premier concert à Netherton, West Midlands. En août 1989, Seventh Angel joue son cinquième concert au Greenbelt Festival avec le groupe de rock américain One Bad Pig. Après le départ de Mark Ruff, Seventh Angel tourne au Royaume-Uni avec le groupe de metal américain Whitecross. Colin Brookes endosse le rôle de batteur pendant la tournée. Andrew « Tank » Thompson le remplace à la batterie. La deuxième démo, The Rehearsal Demo, est enregistré pendant que Scott Rawson  passe un peu de temps loin du groupe.
Le 25 janvier 1990, Seventh Angel participe au programme Not on Sunday de Channel 4 jouant Divine Takeover. Les démos sont bien accueillies par la presse spécialisée. Le 14 février, Ian Arkley et Simon Bibby sont impliqués dans un accident de voiture durant lequel Bibby se brise le bras et Ian perd plusieurs dents. Cependant, le groupe est quand même confirmé pour des concerts. Simon endosse le rôle de chanteur et Scott du bassiste pour leur concert après l'accident. Entre 12 et 14 mars, la troisième démo intitulée Heed the Warning est enregistrée et mixée aux  White Rabbit Studios de Bridgnorth avec Paul Hodson. Peu après, le groupe enregistre son premier album, The Torment, aux Mad Hat Studios de Wolverhampton avec le même producteur. Rodney Matthews réalisera la couverture de l'album.

### Lament for the Wearyet séparation (1991–1992)
En février 1991, Seventh Angel apparait quatre fois sur la chaîne BBC pendant leur concert au Greenbelt Festival. Simon Jones se joint à eux pour jouer de la basset et Seventh Angel joue autour de Horsham et Stourbridge au printemps. Le groupe joue à des festivals comme le Harry and Crossfire. Seventh Angel tourne au Royaume-Uni avec Toranaga du 21 mars au 7 avril.
Le second album, Lament for the Weary, est enregistré aux ICC studios, d'Eastbourne, avec Roy Rowlanddu 4 au 16 juillet 1991. Lament mêle des éléments de doom metal à du thrash metal progressif.
Seventh Angel joue au Greenbelt Festival le 23 août, avec le groupe de metal progressif Galactic Cowboys. En octobre 1991, après un concert à Croydon, Scott et Simon Jones quitte le groupe, qui continue avec seulement Tank et Ian Arkley comme membres permanents.
Le 7 décembre 1991, le groupe un concert au Christmas Rock Night d'Ennepetal, en Allemagne. Jon Willis joue de la basse à cette occasion. Pendant les prochains mois, le groupe joue à des festivals et concerts au Royaume-Uni, en Allemagne, et aux Pays-Bas. Le 30 mai 1992, Seventh Angel joue à l'Utrecht, aux Pays-Bas. Mark Broomhead du groupe de thrash metal Detritus, joue de la basse à cette période pour Seventh Angel. Seventh Angel tourne aux Pays-Bas du 9 septembre au 12 octobre, et du 12 novembre au 12 décembre. Mark Broomhead devient membre permanent du groupe.
Ian Arkley formera le groupe de doom metal Ashen Mortality en 1993 et My Silent Wake en 2005. Tank formera le groupe de rap metal Freekspert et plus tard SukMunki ; Mark se joint à l'ancien bassiste de Seventh Angel pour former le groupe d'epic doom Amaranth et plus tard le groupe de rock expérimental Fire Fly.

### Retour etThe Dust of Years(depuis 2008)

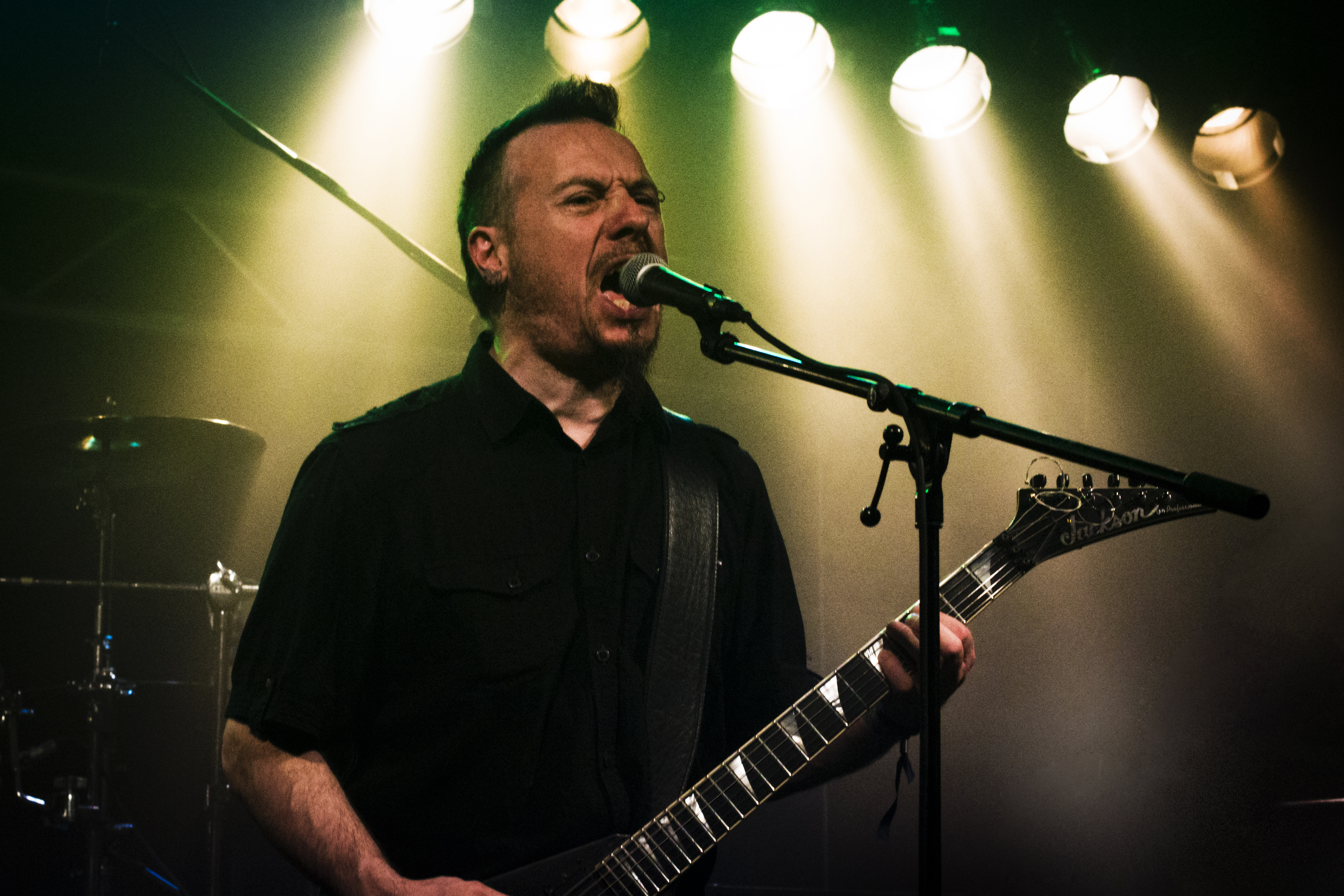
Seventh Angel au Blast of Eternity, en 2012.

Seventh Angel annonce sa reformation le 24 mai 2008. Ils annoncent aussi la sortie d'un nouvel album. La formation comprend Ian Arkley, Andrew « Tank » Thompson (batterie), Simon Bibby (guitare), et Mark Broomhead (basse). Le groupe lance sa page Myspace. Le 1er octobre 2008, le label polonais Metal Mind Productions annonce la réédition des deux premiers albums du groupe. La réédition de Lament comprend de la chanson bonus fraichement réenregistrée The Turning Tide. Le 3 mars 2009, Blabbermouth.net rapporte que le groupe entrera aux studio The Priory de Birmingham avec Greg Chandler d'Esoteric pour enregistrer leur nouvel album. Le 6 mars, le groupe signe au label Bombworks Records, et publie son album,.

## Membres

### Membres actuels
- Ian Arkley - chant, guitare (1987-1991, 1991-1992, depuis 2008)
- Andrew « Tank » Thompson - batterie (1989, 1989-1992, depuis 2008)
- Simon Bibby - guitare (1987-1991, depuis 2008)
- Mark Broomhead - basse (1992, depuis 2008)

### Anciens membres
- Stuart Benton - chant (antérieur aux premiers enregistrements ou en live) (1998)
- Andrew Blount - batterie (antérieur aux premiers enregistrements ou en live) (1987-1988)
- Andy Hopkins - basse (antérieur aux premiers enregistrements ou en live) (1988)
- Simon Jones - basse (1991)
- Jon Willis - basse (live) (1991)
- Earl Morris - basse (live) (1991)
- Colin Brookes - batterie (live) (1989)
- Scott A. Rawson - guitare (1987-1989, 1990-1991)
- Nic White - basse (live) (1991)
- Mark Ruff - batterie (1989)